# Dreieich
Dreieich település Németországban, Hessen tartományban. Lakosainak száma 42 389 fő (2023. december 31.). Dreieich Neu-Isenburg és Langen (Hessen) községekkel határos.

## Népesség
A település népességének változása:
| Lakosok száma | 40 601 | 41 548 | 42 091 | 41 811 | 42 260 | 42 389 |
|               | 2015   | 2017   | 2019   | 2021   | 2022   | 2023   |